# Franciszek August Belcour
Franciszek August Belcour (w źródłach obcych: Thesby François de Belcour) – oficer francuski w służbie konfederacji barskiej. 

## Życiorys
Brał udział wraz ze swym przyjacielem, głośnym żeglarzem francuskim L.A. de Bougainville’em, w wojnie siedmioletniej w Kanadzie, a następnie w podróży Bougainville’a naokoło świata. 
17 maja 1769 roku zaciągnął się do wojsk konfederacji barskiej. Wzięty do niewoli, został zesłany na 3 lata do Tobolska, skąd zwolniono go 24 września 1773 roku. W czasie pobytu w niewoli pisał pamiętnik, który wydał pt. „Relation ou journal d’un officier français au service de la Confédération de Pologne, pris par les Russes et relégué en Siberie” w 1776 roku w Amsterdamie. Pamiętnik ten, opisujący ludy i stosunki syberyjskie, był tłumaczony co najmniej na niemiecki oraz przez Franciszka Ksawerego Godebskiego na polski pt. „Dziennik oficera francuskiego w służbie konfederacji barskiej pojmanego przez Moskali, zesłanego na Sybir” (Lwów 1866). 
W 1776 roku Belcour ponownie przybył do Polski i wstąpił do wojska polskiego. W 1790 roku na Sejmie Czteroletnim otrzymał polski indygenat. Jednak w wyniku popełnionych fałszerstw został zdegradowany i odsądzony od czci, honoru i prerogatyw. Konfederacja targowicka przywróciła mu cześć i honor.
Był członkiem loży wolnomularskiej Dobry Pasterz, deputowanym do Wielkiego Wschodu Narodowego Polski w 1784 roku.